# Spectronic

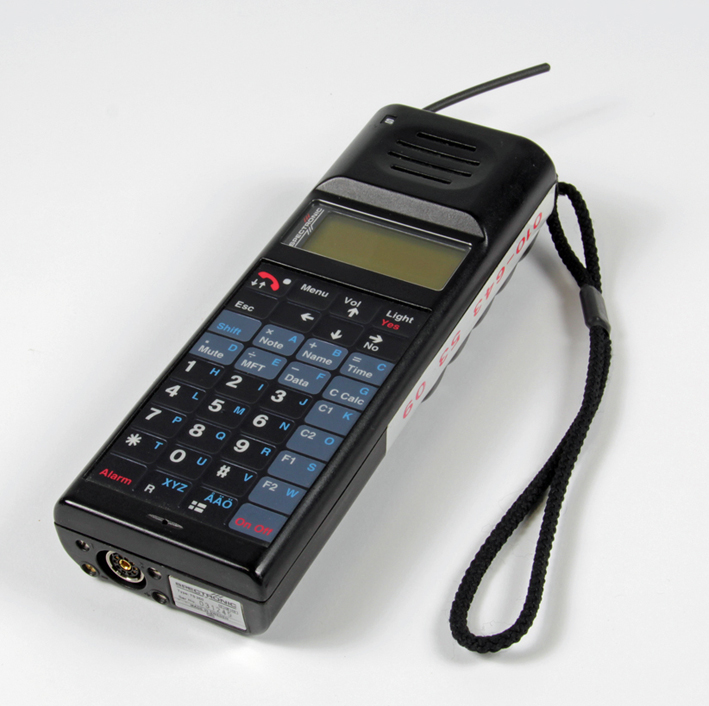
En mobiltelefon från Spectronic, ca 1990

Spectronic är ett medicinteknikföretag i Helsingborg. Företaget arbetar med forskning och produktutveckling inom medicinsk bildanalys, med speciellt fokus på automatiserade analystjänster inom strålbehandling mot cancer. Företaget arbetade tidigare även inom telekommunikation, med egen utveckling och tillverkning av mobiltelefoner.